# فیلیپ هولم
فیلیپ هولم (انگلیسی: Philip Hulme؛ زادهٔ ۱۹۴۸) کارآفرین اهل بریتانیا است، که در سال ۱۹۸۱ شرکت کامپیوتاسنتر را تأسیس کرد.